# 1959-es Formula–1 német nagydíj
Az 1959-es Formula–1-es világbajnokság hatodik futama a német nagydíj volt.

## Futam
Az 1959-es német nagydíjat ezúttal az AVUS nevű versenypályán rendezték Berlinben, ahol 
Moss már visszatért Rob Walker csapatába. Ennek nagy része egy autópálya szakaszon foglalt helyet, két hajtűkanyarral, ezek közül az északi döntött volt. Mivel a rendezők tartottak a gumiproblémáktól, úgy döntöttek, hogy a versenyt két részben rendezik meg. A szombati napot beárnyékolta Jean Behra halálos balesete, amikor egy betétfutamon, egy Porsche RSK autóval (nedves körülmények között) kicsúszott az északi döntött kanyarból és egy oszlopnak ütközött. A francia azonnal életét vesztette.
A rajtrács első sorából Brooks, Moss, Gurney és Brabham indult. Rövid időre Gregory állt az élre, de Brooks később visszaelőzte. Moss hamar kiesett erőátviteli probléma miatt. Az első helyért Brooks, Gurney és Gregory harcolt, de utóbbi motorhiba miatt kiesett öt körrel a vége előtt. Így Hill a harmadik, McLaren a negyedik helyre jött fel. A második rész rajtrácsát az első rész befutóinak sorrendje alakította ki. McLaren állt az élre, de hamar Phil Hill, Bonnier, Brooks és Gurney mögé esett vissza. Brooks hamar az élre állt, míg Bonnier visszaesett, így a Ferrari autói az első három helyen értek célba. A német Hans Herrman BRM-je fékhibája miatt nagy sebességnél balesetet szenvedett a déli kanyarnál. Autója szénabáláknak ütközött és szaltózni kezdett. Hermann kiesett, de csak súlyos sérüléssel élte túl az esetet. Brooks győzött Gurney és Hill előtt.
| Helyezés | #  | Versenyző           | Csapat/Motor    | Futott körök | Idő/Kiesés oka   | Rajthely | Pontszám |
| -------- | -- | ------------------- | --------------- | ------------ | ---------------- | -------- | -------- |
| 1        | 4  | Tony Brooks         | Ferrari         | 60           | 2:09'31,6        | 1        | 8        |
| 2        | 6  | Dan Gurney          | Ferrari         | 60           | + 2,9            | 3        | 6        |
| 3        | 5  | Phil Hill           | Ferrari         | 60           | + 1'04,8         | 6        | 4        |
| 4        | 8  | Maurice Trintignant | Cooper-Climax   | 59           | + 1 kör          | 12       | 3        |
| 5        | 9  | Jo Bonnier          | BRM             | 58           | + 2 kör          | 7        | 2        |
| 6        | 18 | Ian Burgess         | Cooper-Maserati | 56           | + 4 kör          | 15       |          |
| 7        | 10 | Harry Schell        | BRM             | 49           | + 11 kör         | 8        |          |
| Kiesett  | 2  | Bruce McLaren       | Cooper-Climax   | 36           | Váltó/erőátvitel | 9        |          |
| Kiesett  | 11 | Hans Herrmann       | BRM             | 36           | Baleset          | 11       |          |
| Kiesett  | 3  | Masten Gregory      | Cooper-Climax   | 23           | Motorhiba        | 5        |          |
| Kiesett  | 1  | Jack Brabham        | Cooper-Climax   | 15           | Váltó/erőátvitel | 4        |          |
| Kiesett  | 16 | Graham Hill         | Lotus-Climax    | 10           | Váltó            | 10       |          |
| Kiesett  | 15 | Innes Ireland       | Lotus-Climax    | 7            | Differenciálmű   | 13       |          |
| Kiesett  | 17 | Cliff Allison       | Ferrari         | 2            | Kuplung          | 14       |          |
| Kiesett  | 7  | Stirling Moss       | Cooper-Climax   | 1            | Váltó/erőátvitel | 2        |          |

### Statisztikák
Vezető helyen:
- Tony Brooks: 42 kör (1-2 / 5-13 / 15 / 18-22 / 24-30 / 32-35 / 37 / 40 / 42 / 46-47 / 52-60)
- Masten Gregory: 3 kör (3-4 / 23)
- Dan Gurney: 8 kör (14 / 16-17 / 41 / 43-44 / 50-51)
- Phil Hill: 7 kör (31 / 36 / 38-39 / 45 / 48-49)
- Tony Brooks 6. győzelme, 3. pol pozíció , 2. leggyorsabb köre.  mesterhármasa (pp, lk, gy)
- Ferrari 29. győzelme